# Dravska banovina
Drávska banovína je bila od leta 1929 do 1941 upravna enota na delu ozemlja današnje Slovenije. Kot ena izmed devetih banovin, upravnih enot Kraljevine Jugoslavije, je bila ustanovljena 3. oktobra 1929 po uvedbi šestojanuarske diktature jugoslovanskega kralja Aleksandra. Pri tem niso povsod upoštevali narodnostnih in zgodovinskih meja (Dravska banovina nekaj časa denimo ni vključevala Bele krajine). Imela je sedež v Ljubljani in bila nadalje razdeljena na ljubljansko in mariborsko oblast. Vodil jo je ban, ki ga je imenoval kralj s pomočjo banskega sveta. Ko so leta 1939 ustanovili avtonomno banovino Hrvaško, so se začele pojavljati podobne zahteve po banovini Sloveniji.
Z nemško, italijansko, madžarsko in okupacijo Neodvisne države Hrvaške je bila Dravska banovina leta 1941 razpuščena. Takrat je bil ban Marko Natlačen.

## Bani Dravske banovine
imenovani:
- Dušan Sernec – 9. oktobra 1929, pomočnik Otmar Pirkmajer [1]
- Drago Marušič – 4. decembra 1930
- Dinko Puc – 9. februarja 1935 [2]
- Marko Natlačen – 10. septembra 1935 [3]